# Fabrice Ndala Muamba
Fabrice Ndala Muamba (anglès: Fabrice Muamba)  (Kinshasa, 6 d'abril de 1988) és un futbolista professional retirat, que va jugar amb l'Arsenal, Birmingham City FC i Bolton Wanderers com centrecampista. Nascut a Zaire (ara República Democràtica del Congo), Muamba es va traslladar a Anglaterra amb 11 anys, aconseguint jugar amb les categories inferiors de la selecció de futbol d'Anglaterra.
Muamba va començar la seva carrera el 2002, unint-se al planter de l'Arsenal. Després de tres anys, va esdevenir professional l'any 2005. Va debutar amb l'Arsenal a la Copa de la Lliga, però va jugar només un altre partit com a professional amb el club. Després d'una cessió al Birmingham City, va ser fitxat per aquest club el 2007. Va formar part del Birmingham un any més, marxant després de disputar més de 70 partits i jugar amb Anglaterra sub-21. El 2008, va unir-se al Bolton Wanderers.
Al març de 2012, Muamba va patir una aturada cardíaca durant un partit televisat de la FA Cup entre el Bolton i el Tottenham Hotspur FC, del qual es va recuperar malgrat romandre en aturada durant més d'una hora. Seguint el consell mèdic, va anunciar la seva retirada del futbol professional l'agost de 2012.

## Primers anys
Muamba va néixer a Kinshasa, Zaire (ara República Democràtica del Congo). El seu pare va fugir del país el 1994 a causa de les seves opinions polítiques i va arribar al Regne Unit en recerca d'asil. El 1999, se li va concedir permís de residència indefinit, moment en què se li va unir la resta de la família. Es van establir a l'est de Londres, on va assistir a Muamba Kelmscott School a Walthamstow. Malgrat haver arribat a Gran Bretanya amb 11 anys sense saber parlar anglès, va arribar a assolir excel·lents resultats a l'educació secundària i un gran nivell en anglès, francès i matemàtiques.

## Carrera

### Arsenal
Muamba va associar-se amb el planter de l'Arsenal com a col·legial el 2002, unint-se a l'Acadèmia com a estudiant de primer any, l'agost de 2004. Va signar el seu primer contracte professional a l'octubre de 2005 i va debutar amb el primer equip el 25 d'octubre en un partit de la Copa Lliga contra el Sunderland, davant 47.000 persones al Stadium of Light. Va fer la seva segona i última aparició amb l'Arsenal en la segona ronda contra el Reading, contribuint amb la victòria per 3-0.

### Birmingham City
L'agost de 2006, Muamba va ser fitxat pel Birmingham City FC de la Football League Championship en condició de cedit durant un any. Després d'un començament passant desapercebut, el seu enèrgic estil de joc, que ha estat comparat amb el del seu heroi Patrick Vieira, el va establir com a titular habitual al centre del camp. L'afició va quedar igualment impressionada i el va votar "Jugador Jove de la temporada".
L'11 de maig de 2007 Muamba va ser traspassat al Birmingham City de forma permanent, signant un contracte de tres anys, rebent el club 4 milions de lliures. Va marcar el seu primer gol, a rematada d'un córner, el 12 de març de 2008, fet que no li va servir per evitar la derrota per 4-2 davant el Portsmouth FC. Va jugar 37 partits amb el Birmingham, que va ser relegat de la Premier League després d'una temporada de nou al nivell superior.

### Bolton Wanderers

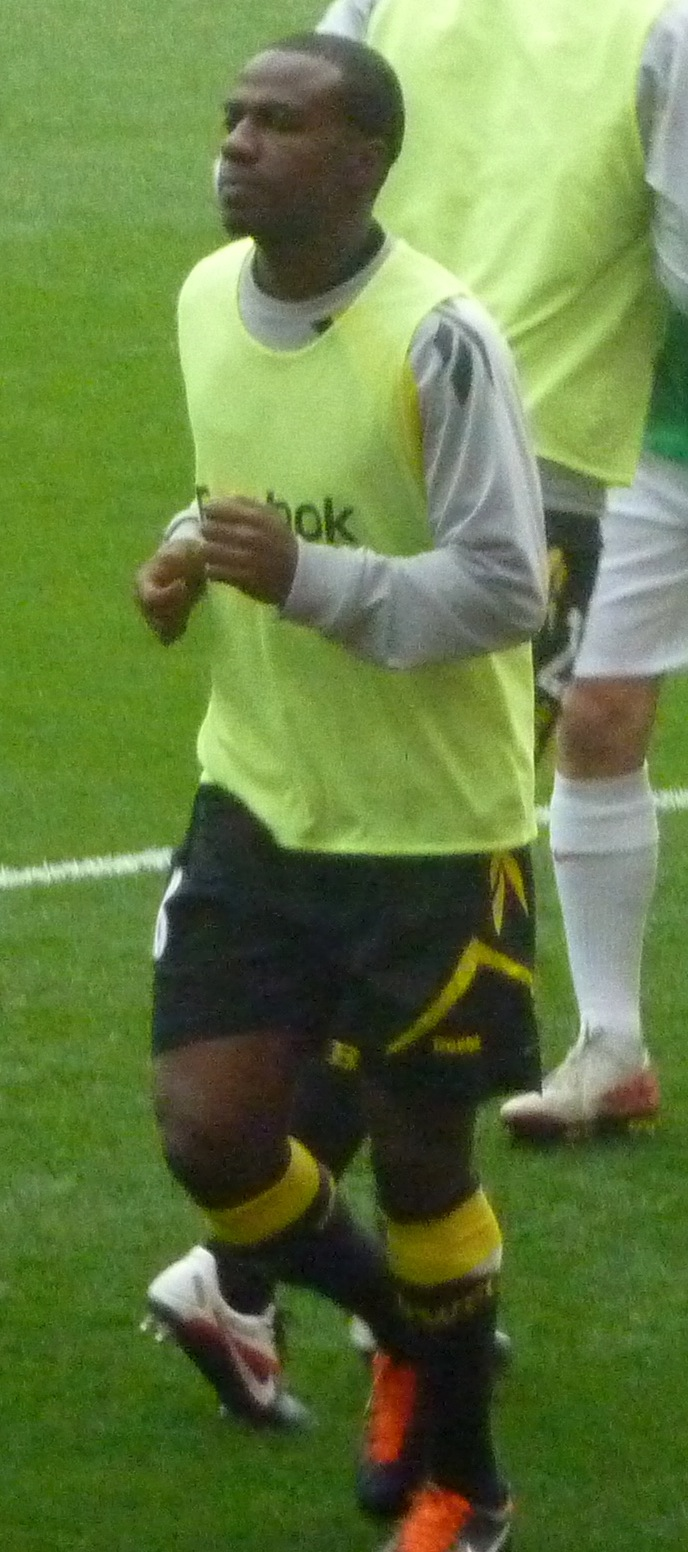
Muamba escalfant abans d'un partit del Bolton Wanderers en 2011.

El 16 de juny de 2008, es va unir al Bolton Wanderers, equip de la Premier League, per un preu de 5 milions de lliures esterlines, amb complements per valor de més de 750.000 lliures, en un contracte de quatre anys de durada. Va marcar el seu primer gol amb el club contra el Wigan Athletic el 13 de març de 2010. En reconeixement de la seva impressionant temporada 2009-10, va ser nomenat "Jugador The Bolton News de la Temporada". El 7 d'agost va perllongar el seu contracte per quatre anys amb el Bolton.
Muamba va marcar a la primera jornada de la temporada de lliga 2011-12, en el 4-0 del Bolton contra el Queens Park Rangers. Posteriorment va marcar el seu primer gol a la Copa de la Lliga, contra el seu antic club l'Arsenal en un partit que va acabar en derrota per 2-1.

#### Aturada cardíaca al camp
El 17 de març de 2012, Muamba va patir una aturada cardíaca i es va ensorrar durant la primera meitat del partit de quarts de final de la FA Cup entre el Bolton i el Tottenham Hotspur FC a White Hart Lane. Després de rebre l'atenció perllongada al camp del personal mèdic - incloent un cardiòleg consultor que estava al camp d'espectador - Muamba va ser portat a la unitat especialitzada de cures coronàries al London Chest Hospital. L'entrenador de l'equip Owen Coyle i el capità Kevin Davies van acompanyar-lo en l'ambulància. El partit va ser suspès per l'àrbitre Howard Webb, i el següent partit de Bolton, contra l'Aston Villa, que hauria d'haver-se disputat tres dies després, va ser posposat a petició del club.

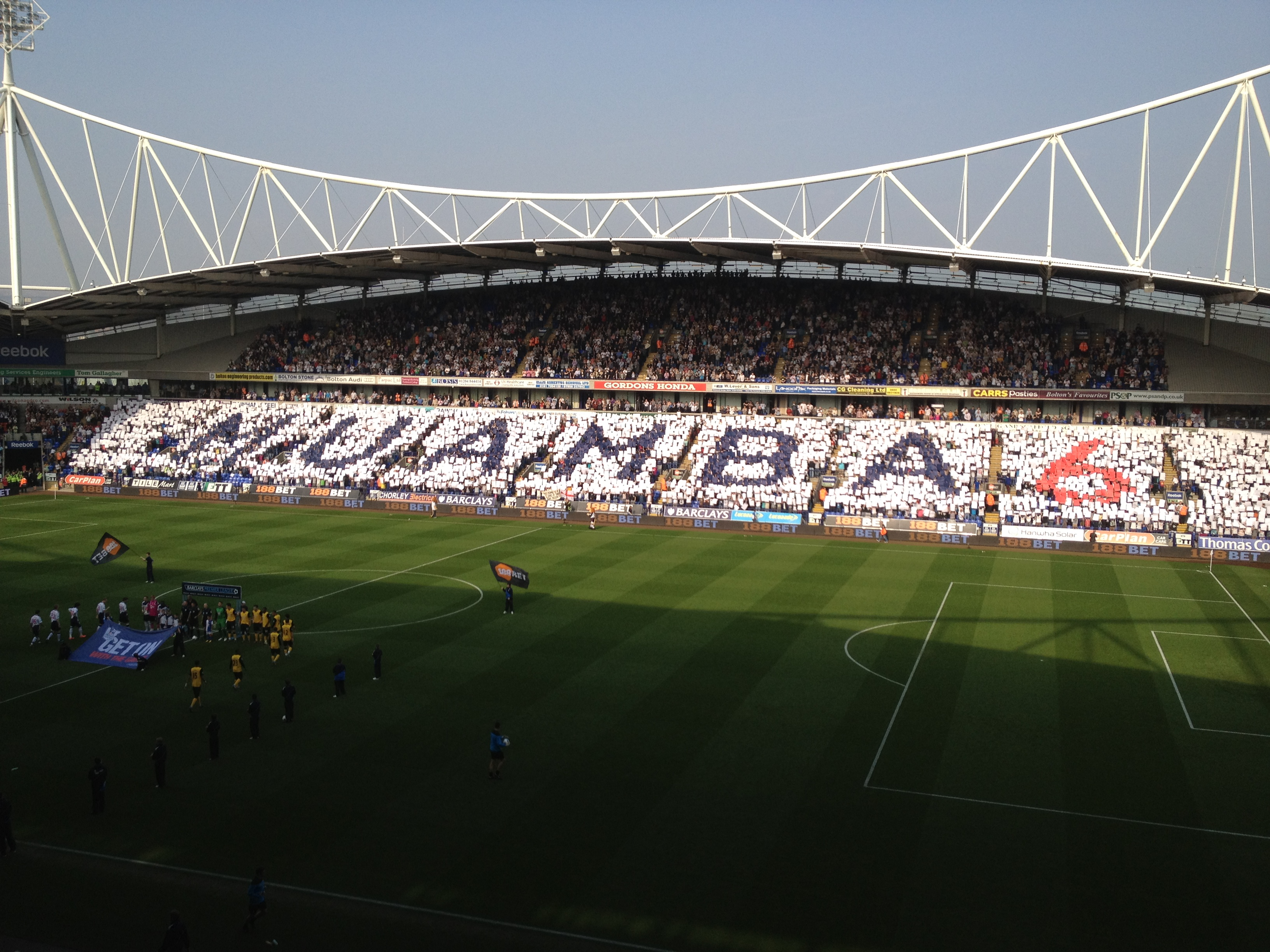
L'afició del Bolton mostra el suport a Muamba durant el primer partit després de l'incident, contra el Blackburn Rovers el 24 de març de 2012.

El metge del Bolton va confirmar més tard que Muamba havia rebut nombroses descàrregues del desfibril·lador tant al camp com a l'ambulància, però malgrat això el seu cor havia romàs aturat durant 78 minuts. El jugador es va mantenir inicialment sota anestèsia a cures intensives. El 19 de març, el seu cor bategava sense l'ajuda de medicaments i era capaç de mobilitzar els seus membres. Uns dies després, la seva situació va ser descrita com "greu" en comptes de "crítica", atès que era capaç de reconèixer els seus familiars i respondre adequadament a les preguntes. Per al 21 de març de seu representant va suggerir que el progrés de Muamba havia "superat les expectatives", i que tot i que s'havia d'enfrontar a un "llarg període de recuperació", "la vida normal estava dins l'espectre de possibilitats".